# 해피 뉴 이어 (2021년 영화)
《해피 뉴 이어》는 2021년에 개봉한 대한민국의 영화이다.

## 캐스팅
- 한지민 : 박소진 역
- 이동욱 : 용진 역
- 강하늘 : 재용 역
- 임윤아 : 수연 역
- 원진아 : 이영 역
- 이혜영 : 캐서린 역
- 정진영 : 상규 역
- 김영광 : 승효 역
- 서강준 : 이강 역
- 이광수 : 상훈 역
- 고성희 : 영주 역
- 이진욱 : 진호 역
- 조준영 : 세직 역
- 원지안 : 아영 역
- 강윤 : 간호사 역
- 이규형 : 역술가 역 (특별출연)
- 권상우 : 권상우 역 (특별출연)
- 강신성일 : 용진 부 (사진) 역 (특별출연)
- 강석현 : 약사 역 (특별출연)
- 박준규 : 종묘상 주인 역 (특별출연)
- 정유진 : 젊은 캐서린 역 (특별출연)